# Environnement en Afrique du Sud
L'environnement en Afrique du Sud est l'environnement (ensemble des éléments - biotiques ou abiotiques - qui entourent un individu ou une espèce et dont certains contribuent directement à subvenir à ses besoins) du pays Afrique du Sud.

## La biodiversité en Afrique du Sud

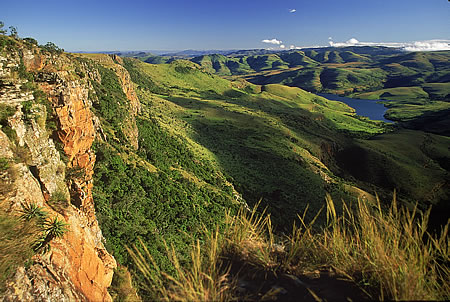
Montagnes du Drakensberg au KwaZulu-Natal.

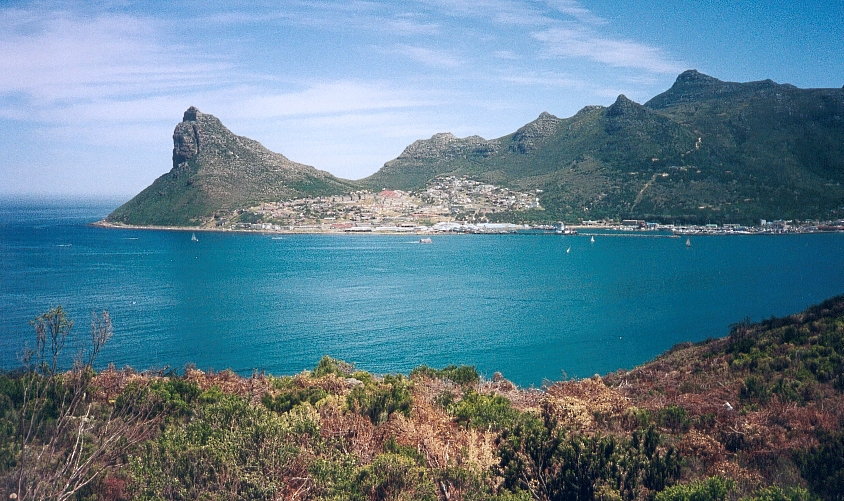
Péninsule du Cap.

### Milieux
L'Afrique du Sud comprend différents milieux, littoraux, de plaine, de montagne et désertique.
- Le littoral compte 2 898 km de côtes.
- Dans la partie sud du pays se trouvent les monts du Drakensberg, avec une altitude moyenne de 3 000 m.
- Les plaines se situent principalement dans le Nord-Ouest et dans l'État libre d'Orange.
- Le nord-ouest du pays est occupé par le désert du Kalahari qui s'étend également sur le Botswana et la Namibie, et qui a une superficie de près de 1 million de km2. Caractérisé par ses dunes de sable rouge, c'est un désert semi-aride comportant de nombreuses zones de savanes et quelques arbres tels les acacias à épines et les baobabs.

On y observe de nombreuses migrations animales.

### Faune et flore
L'Afrique du Sud possède, grâce à sa grande variété d'écosystèmes, une faune et une flore très diversifiées. Les déserts, savanes arides, savanes humides, forêts, fynbos, montagnes et côtes, offrent de nombreuses niches écologiques pour les nombreuses espèces animales et végétales. Elle fait partie des dix-sept pays mégadivers, pays dont la biodiversité est la plus importante de la planète.

#### Faune
Des populations très importantes de mammifères marins vivent aux abords des côtes, notamment atlantiques, parmi lesquelles des baleines, des dauphins, des globicéphales et de très importantes colonies de pinnipèdes. On observe également manchots, cormorans et fous du Cap craignant les otaries, elles-mêmes les proies des grands requins blancs.

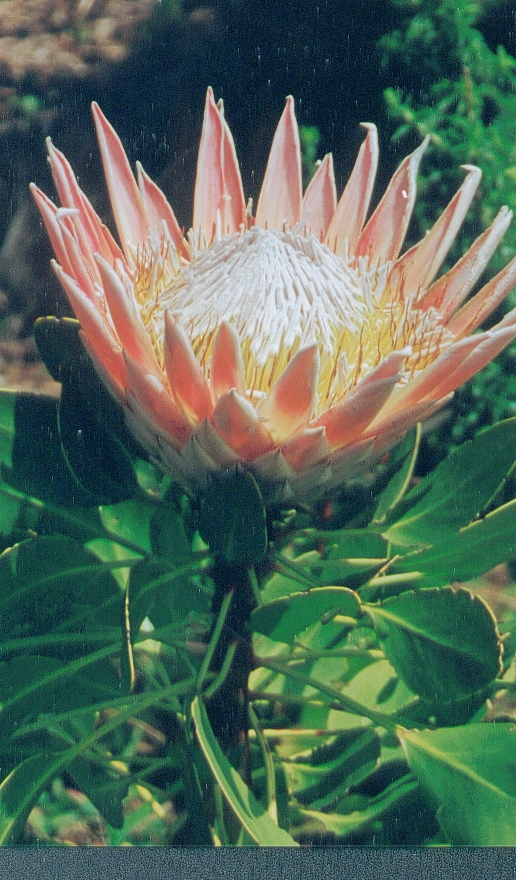
La protea royale, emblème végétal du pays.
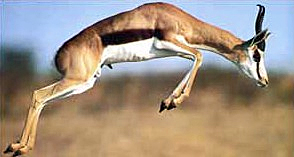
Antilope springbok, emblème animal de l'Afrique du Sud.
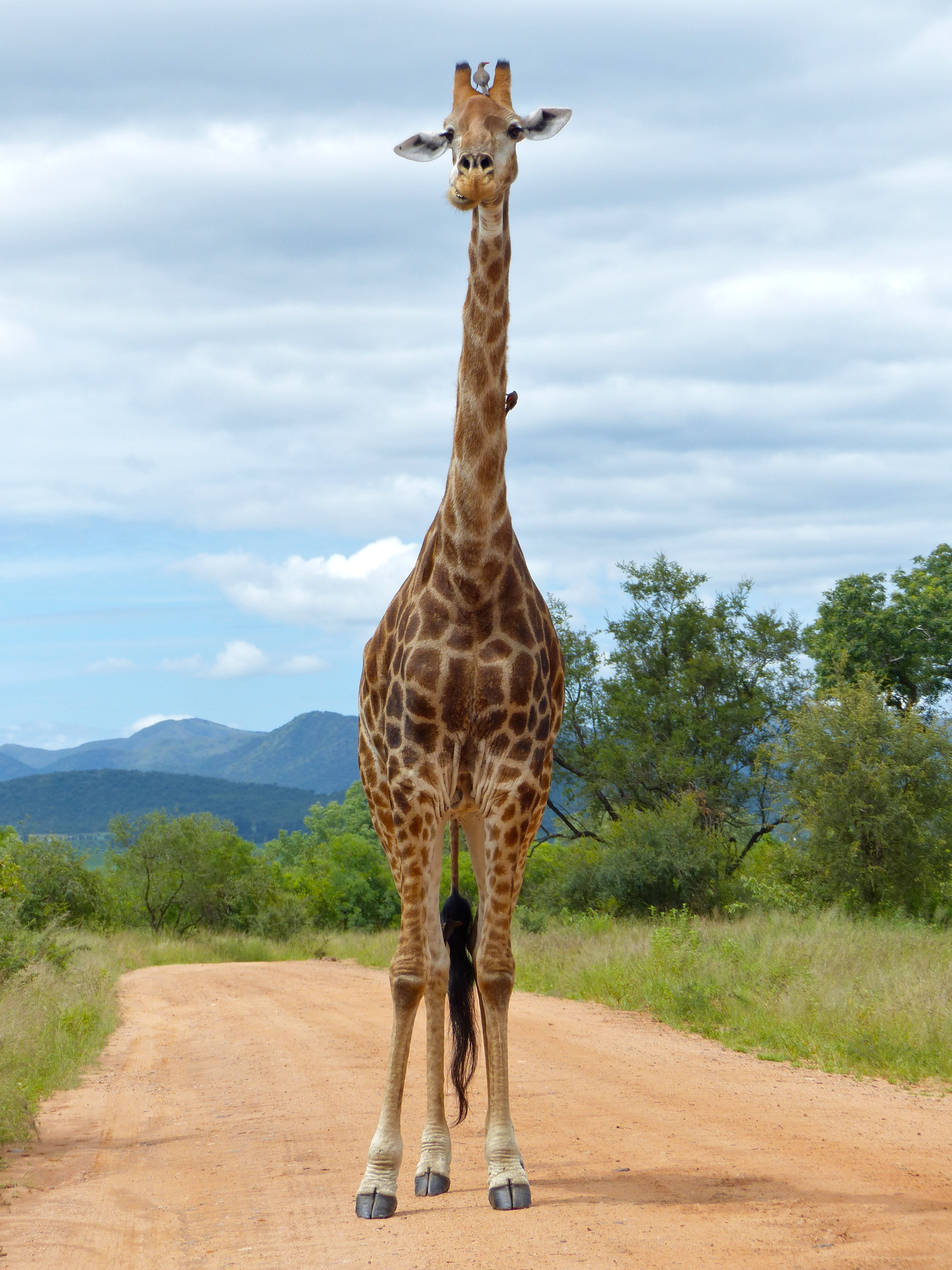
G. c. giraffa (Parc national Kruger, Afrique du Sud).

En Afrique du Sud ainsi qu'en Namibie, les girafes se portent bien. Les élevages privés de gibier augmentent le nombre d’animaux sauvages. Les populations y ont presque doublé lors des dernières décennies.

#### Flore
L'Afrique du Sud est l'un des pays les plus touchés au monde par l'invasion d'espèces exotiques dont beaucoup (par exemple, l'acacia noir, l'Acacia saligna, le Hakea, le Lantana et le Jacaranda) constituent une menace importante pour la biodiversité indigène et les ressources en eau déjà rares. Actuellement, les feuillus sud-africains comme  le Real Yellowwood (Podocarpus latifolius), le Stinkwood (Ocotea bullata), et le black ironwood (Olea capensis) sont sous protection du gouvernement sud africain.

### Espaces protégés

Carte des parcs nationaux d'Afrique du Sud

Les parcs sont au nombre de 19 et représentent une surface totale de 40 802,61 km2 soit environ 3,3% de la surface du pays. 
Ils sont administrés par le SANParks (South African National Parks), organisme créé en 1926.
Le Parc national Kruger est la plus grande réserve animalière d'Afrique du Sud, et le parc le plus ancien (1898). Il couvre près de 20 000 km2, est long de 350 km du nord au sud et large de 60 km d'est en ouest. Il est situé dans le nord-est du pays. Il est aujourd'hui regroupé avec le Parc national Gonarezhou au Zimbabwe et avec le Parc national Limpopo au Mozambique dans le grand Parc transfrontalier du Limpopo. Il a été également reconnu en tant que réserve de biosphère par l'Unesco en 2001.

Éléphant de savane d'Afrique en Afrique du Sud
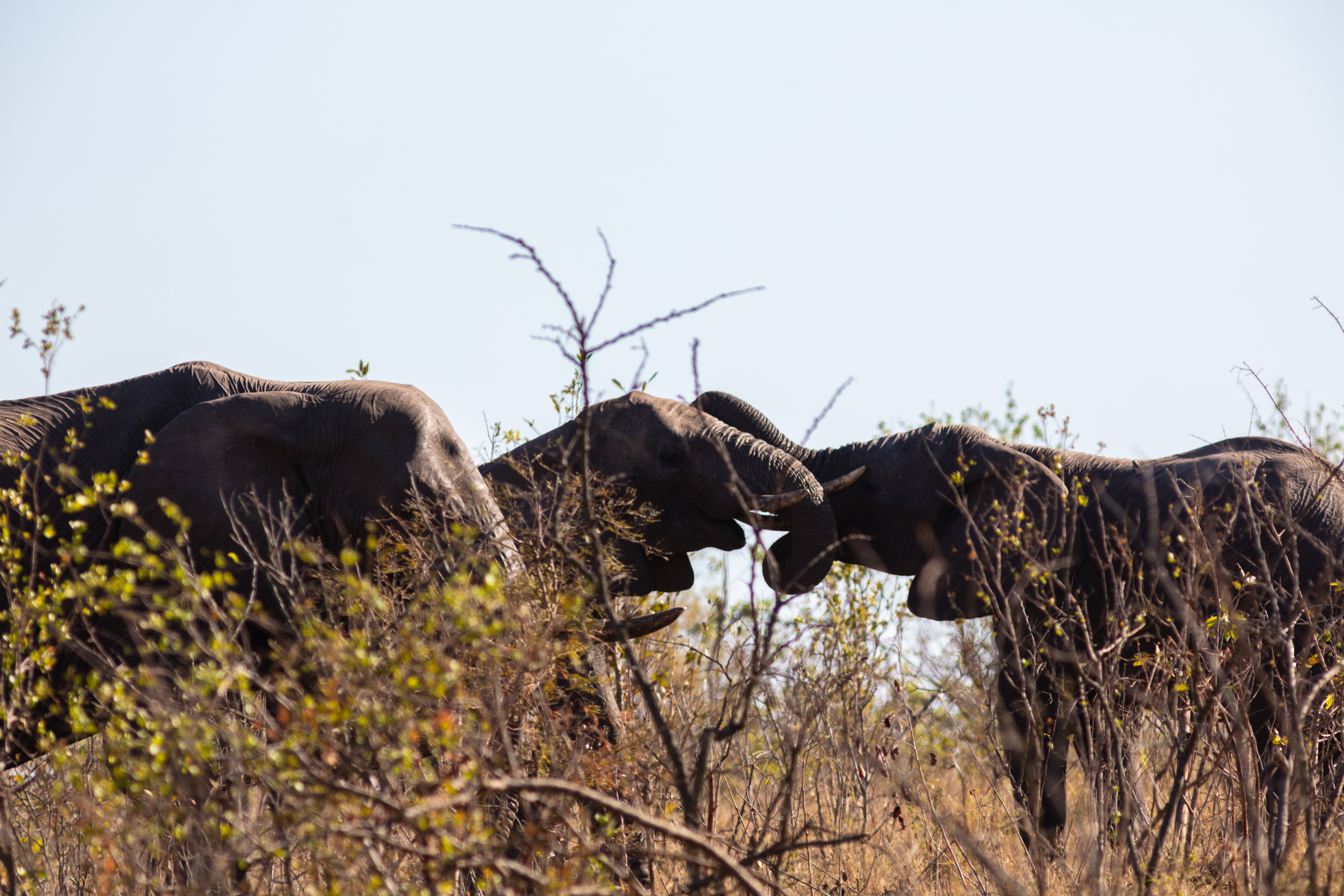
Rituel d'accouplement.
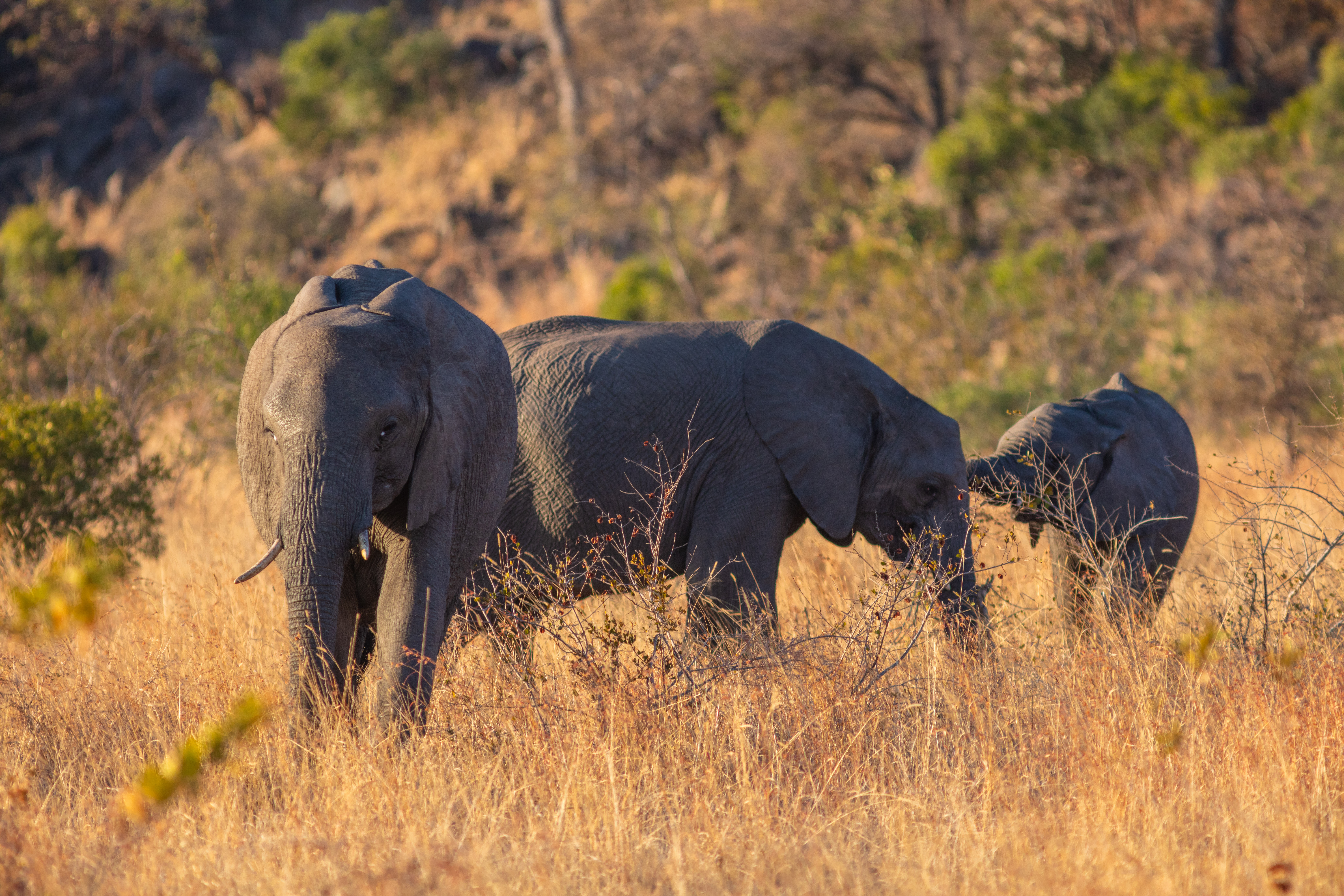
Troupeau dans le parc national Kruger.
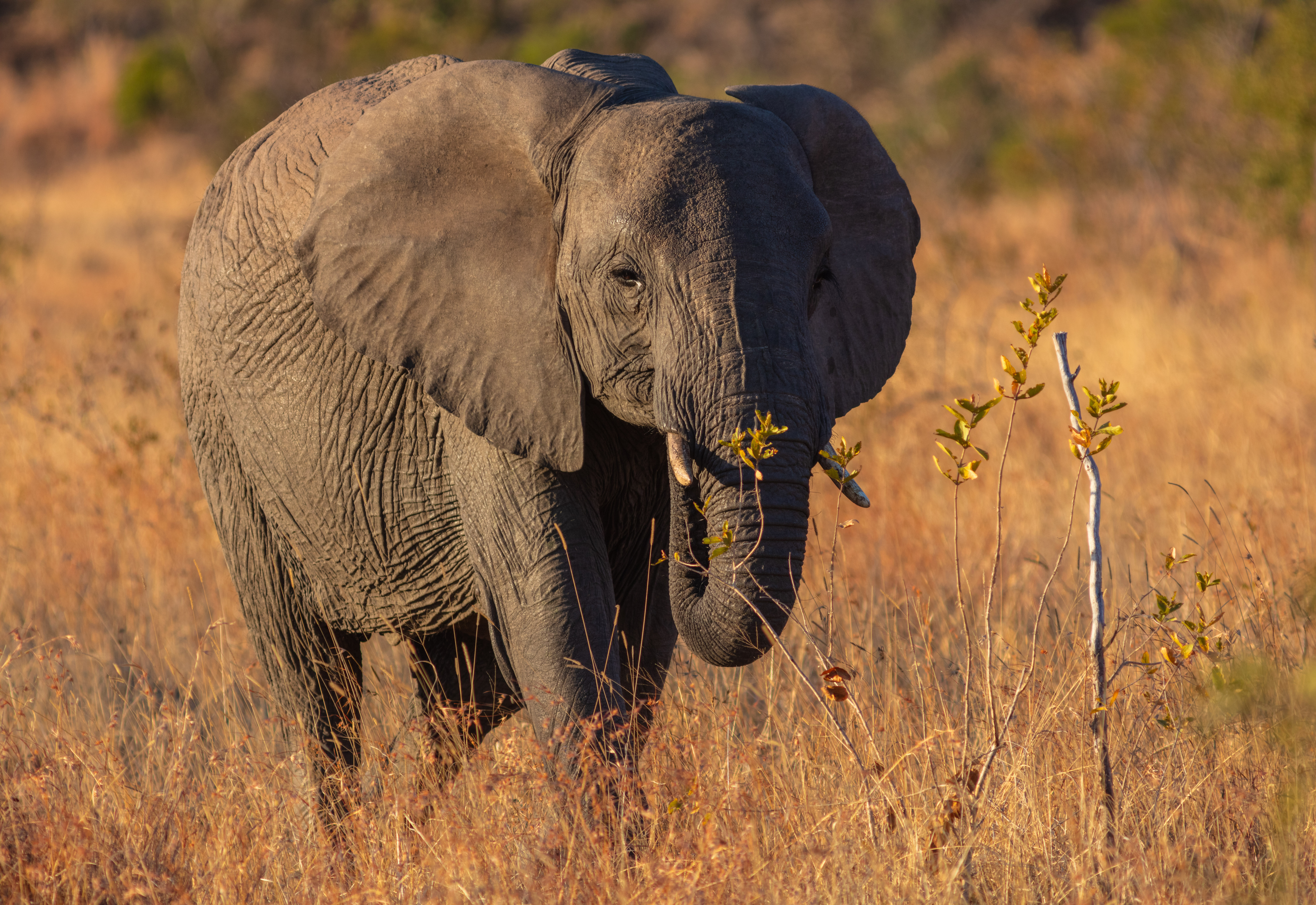
Un éléphant dans le Parc national Kruger. Juillet 2018.

Faisant partie d’un des vingt parcs reconnus d’Afrique du Sud, le Parc national des Éléphants d'Addo a été créé en 1931 afin d’offrir un sanctuaire à onze éléphants rescapés. Depuis ce jour, la population d’éléphants n’a cessé de s’étendre jusqu’à protéger aujourd’hui près de 450 de ces animaux en plus des autres mammifères. 
On trouve également des zones maritimes protégées dans le cadre de parcs Nationaux comme la réserve Phinda (en), s'étendant sur terre et au large, où l'on peut pratiquer la plongée sous-marine.

## Impacts sur les milieux naturels

### Activités humaines

#### Agriculture, pêche et chasse

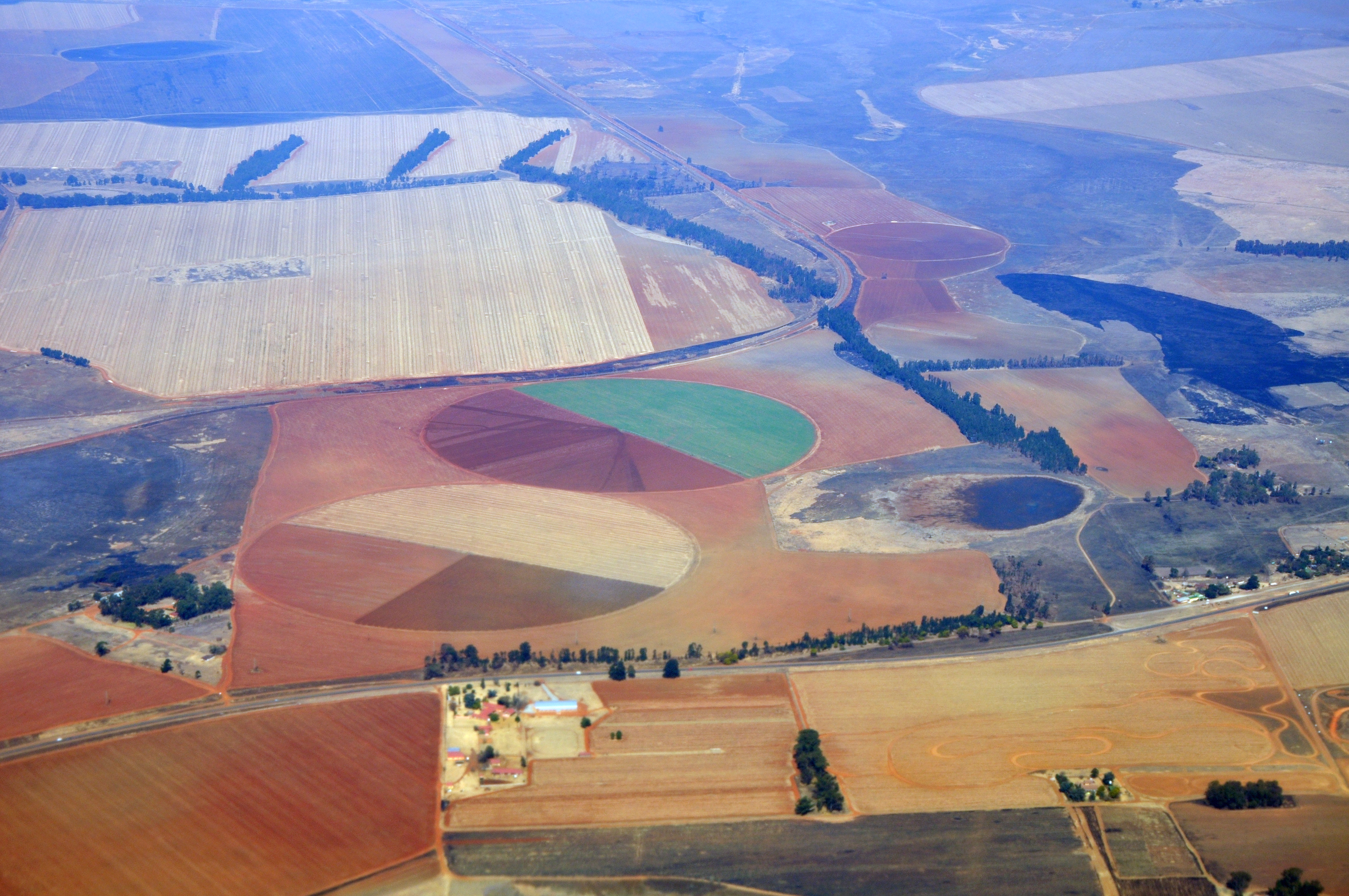
Terres agricoles en Afrique du Sud.

##### Agriculture
Les plaines qui se situent principalement dans le Nord-Ouest et dans l'État libre d'Orange sont les greniers céréaliers de l'Afrique du Sud, grâce à la production de blé et de maïs. Le coton est également cultivé. Le pays est au palmarès des huit premiers producteurs de coton d'Afrique de l'est, du sud et du nord au milieu des années 2010 et neuvième au palmarès des producteurs africains de thé au début de la décennie 2010, dominé par le Kenya.
On y pratique aussi l'élevage de moutons.

##### Élevage, chasse, braconnage et trafic animal
Les élevages privés de gibier augmentent le nombre d’animaux sauvages, et les girafes sont chassées de façon légale. Les populations y ont presque doublé lors des dernières décennies. L’élevage de lions en captivité est également une pratique légale en Afrique du Sud (dont l'interdiction est envisagée en 2021). 7 000 à 8 000 lions évolueraient ainsi en captivité dans près de 300 établissements. Destinés à la chasse, leurs os sont ensuite vendus en Asie.
Les statistiques du département sud-africain des affaires environnementales montrent que le nombre record de rhinocéros tués en 2014 est de 1 215.
Dans la deuxième moitié des années 2010, la peau d'âne est devenue un produit très prisé sur le marché noir en raison d'une forte demande venue de Chine, où ces peaux sont utilisées dans la médecine traditionnelle et depuis 10 ans pour la fabrication de produits de bien-être basiques. l'Afrique du Sud peut légalement exporter jusqu'à 7 300 peaux d'ânes par an.

##### Pêche
Des bancs de sardines et d’anchois historiquement abondants au large de l'Afrique du Sud, autour du Cap, ont été largement décimés par la pêche industrielle.

#### Forêt et déforestation
La déforestation au XIXe siècle a causé une perte importante d'habitats naturels.
Depuis le début du XXe siècle, 37 espèces de plantes ont disparu en Afrique du Sud, principalement victimes de la déforestation.

### Pression sur les ressources

#### Pression sur les ressources non renouvelables
Le sous-sol est très riche en or, en diamants, en uranium et en charbon, particulièrement dans les villes de Kimberley et Bloemfontein.
En 2011, 93 % de l'électricité de l'Afrique du Sud provient du charbon. C'est l'un des pays les plus dépendant de ce combustible ; le port de Richards Bay abrite le premier terminal portuaire exportateur de charbon au monde.
Le pays dispose de la seule centrale nucléaire du continent africain, située à Koeberg, entrée en service en 1982. Pour assurer son développement et sa croissance économique, le pays doit cependant continuer à investir dans le secteur énergétique, notamment nucléaire, mais aussi thermique, pour assurer ses besoins immédiats : construction d'une centrale à charbon à Medupi.
Le pays bénéficie de caractéristiques naturelles adéquates pour la production d'énergie verte : ensoleillement, vent ou encore espaces maritimes.

#### Pression sur les sols et l'eau
Pour faire face à la sécheresse, les autorités instaurent en octobre 2019 des restrictions d’eau dans les principales villes du pays.

### Pollutions

#### Les émissions de gaz à effet de serre (GES)
L'Afrique du Sud est le premier pollueur du continent africain, et le quatorzième au niveau mondial, de par ses émissions de carbone.

#### La pollution de l'air
La pollution de l'air représenterait un cout annuel de deux milliards d’euros.

#### La gestion des déchets
Un habitant d'Afrique sub-aharienne génère en moyenne 165 kg de déchets par an et par habitants en 2023 (soit nettement moins que dans les pays plus riches). Pour l'Afrique du Sud, la situation est plus nuancée.

### Impacts de l'urbanisation

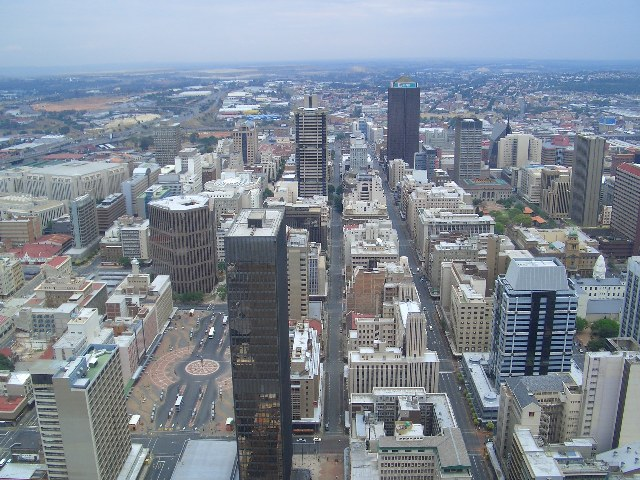
Johannesbourg.

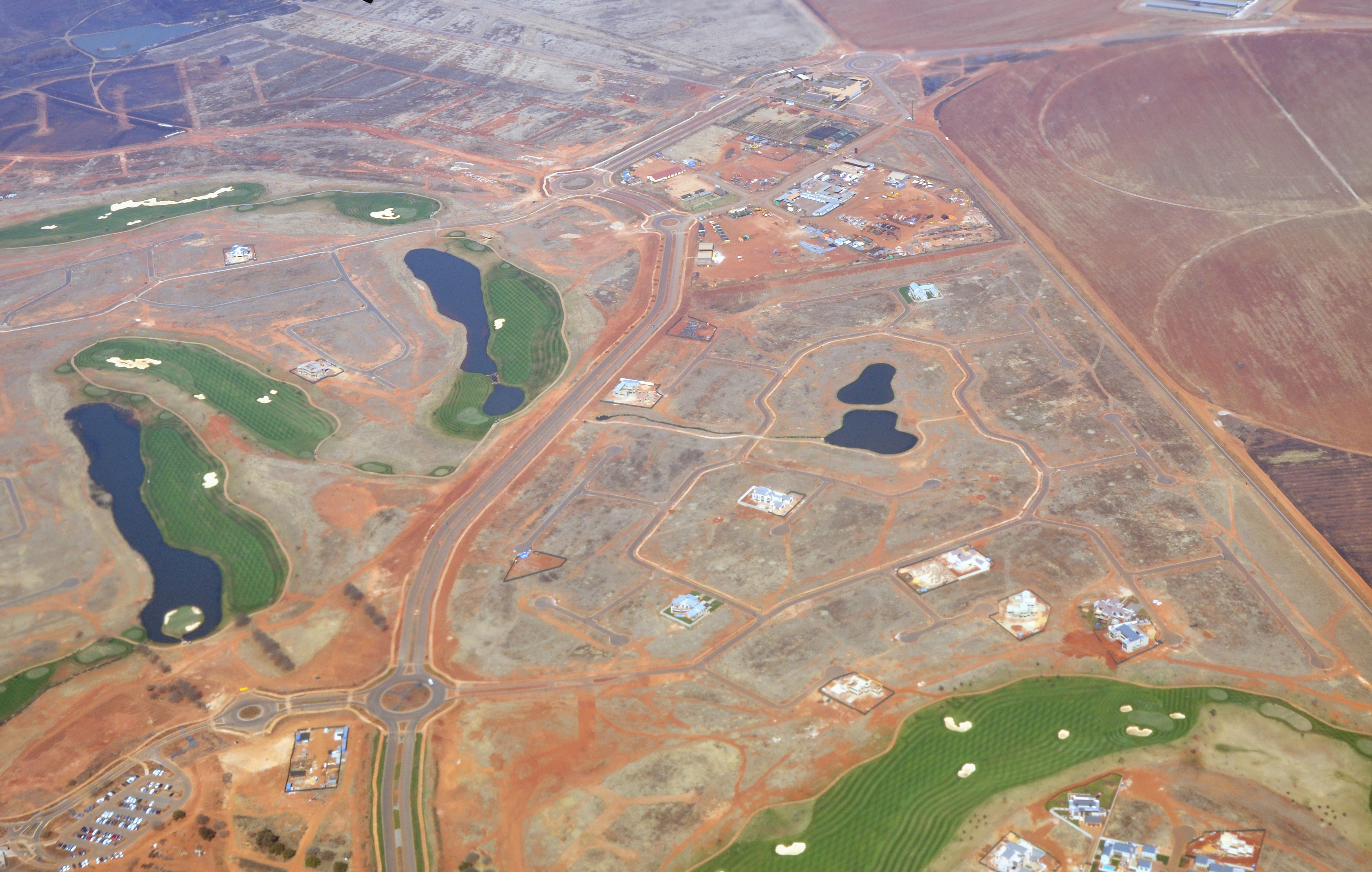
Terrains de golf et cultures en Afrique du Sud

La population est d'environ 58,8 millions d'habitants en 2019. L'artificialisation comporte les villes, routes, équipements, golfs et autres aménagements touristiques...
Les principales stations balnéaires sont dans l'est du pays, East London, Jeffreys Bay, Port Elizabeth, Durban…
La surpopulation et l'étalement urbain ont contribué à une perte importante d'habitat naturel depuis les années 1970.

## L'exposition aux risques

### Catastrophes naturelles
L'Afrique du Sud est soumise au risque de sécheresse.
Le changement climatique devrait entraîner un réchauffement et un assèchement considérables dans une grande partie de cette région déjà semi-aride, avec une fréquence et une intensité accrues de phénomènes météorologiques extrêmes tels que les canicules, les inondations et la sécheresse. Selon la modélisation du climat produite par l'Institut national sud-africain de la biodiversité, certaines parties de l'Afrique australe verront la température augmenter d'environ un degré Celsius le long de la côte pour atteindre plus de quatre degrés Celsius dans l'arrière-pays déjà chaud comme le Cap Nord à la fin du printemps et en été d'ici 2050. Le royaume floral du Cap, identifié comme l'un des points chauds de la biodiversité mondiale, devrait être très durement touché par le changement climatique. La sécheresse, l'augmentation de l'intensité et de la fréquence des incendies et l'augmentation des températures devraient pousser de nombreuses espèces rares vers l'extinction.

## Politique environnementale en Afrique du Sud

### Politique nationale

#### Mise en place d'une politique environnementale
Le parc Kruger porte le nom de Paul Kruger (1825-1904), homme d’État boer et président de la République sud-africaine du Transvaal, qui fut à l'origine de la création de la Sabie Game Reserve à partir de laquelle fut constitué le parc national en 1926.

#### Politique environnementale récente
Le gouvernement instaure en 2019 une taxe carbone pour tenter d'inciter les entreprises à faire des efforts. Bien que soutenue par les organisations environnementales, cette initiative est jugée insuffisante et peu dissuasive.
En 2019, l'Afrique du Sud peine à produire les besoins en électricité du pays, et le pays fait face à de nombreuses coupures. Pour remédier à cette situation, en partie liée à des sabotages ou des problèmes de gouvernance mais également à un manque d'équipements, l'État a décidé de créer de nouvelles centrales à charbon. Toutefois, la société publique Eskom demeure très endettée.

### Associations, organisations locales et militants
De multiples entités s'emploient à lutter contre les effets de la dégradation et de la sécheresse. 
- Dans la région de Port Elizabeth, l'ONG nationale Living Lands, en coopération avec une compagnie d'assurance agricole, a planté 3,7 millions d'arbres à la fin de 2015, afin de restaurer le système de captage d'eau et de stopper l'érosion.
- Ayakha Melithafa fait partie des seize jeunes (avec Greta Thunberg) qui déposent une plainte auprès du Comité des droits de l’enfant des Nations unies pour inaction climatique contre cinq Etats (France, Allemagne, Brésil, Argentine, Turquie). En décembre 2020, elle est devenue la plus jeune membre de la commission présidentielle sur le climat destinée à bâtir un « pacte social » autour d’une « transition climatique juste » en Afrique du Sud[16].

### Évaluation environnementale globale
L'OCDE évalue les progrès accomplis par l’Afrique du Sud en termes de développement durable et de croissance verte, avec un accent particulier sur la biodiversité et l’économie des services écosystémiques, ainsi que sur la gouvernance environnementale multiniveaux.